# 897 Лісістрата
897 Лісістрата (897 Lysistrata) — астероїд головного поясу, відкритий 3 серпня 1918 року.
Тіссеранів параметр щодо Юпітера — 3,396.